# Падоин, Симоне
Симо́не Падои́н (итал. Simone Padoin; 18 марта 1984, Джемона-дель-Фриули) — итальянский футболист, полузащитник.

## Биография
Симоне — выпускник футбольной академии «Аталанты».
В 2003 году «Виченца» приобрела у «Аталанты» половину прав на футболиста. По окончании сезона «Виченца» выкупила остальные 50 % прав на полузащитника. В сезоне 2007/08 Падоин вновь оказывается в «Аталанте» — клуб из Бергамо возвращает Симоне в свои ряды, полностью выкупая права на него у «Виченцы».
По завершении сезона 2009/10 «Ювентус» берёт Падоина в летнее предсезонное турне по США, однако, сыграв за «бьянконери» несколько матчей в Америке, он вновь возвращается в «Аталанту».
31 января 2012 года Падоин переходит в «Ювентус» на постоянной основе.
4 июля 2016 года «Ювентус» подтвердил, что Падоин был продан вернувшемуся в Серию A «Кальяри» за 600 тысяч евро.
2 сентября 2019 года Падоин перешёл в «футбольный клуб Асколи», где 2 октября 2020 года завершил карьеру футболиста.

## Достижения
«Аталанта»
- Победитель Серии Б (1): 2010/11

«Ювентус»
- Чемпион Италии (5): 2011/12, 2012/13, 2013/14, 2014/15, 2015/16
- Обладатель Кубка Италии: 2014/15
- Финалист Кубка Италии: 2011/12
- Обладатель Суперкубка Италии (3): 2012, 2013, 2015
- Финалист Лиги чемпионов: 2014/15